# Fernando Niño Bejarano
Fernando Niño Bejarano (Rota, 16 settembre 1974) è un ex calciatore spagnolo, di ruolo difensore.

## Biografia
Suo figlio Fernando Niño è anch'egli calciatore.

## Caratteristiche tecniche
Giocava come difensore centrale.

## Carriera
Iniziò a giocare con il Club Deportivo Rota, squadra della sua città natale, con cui ottenne una promozione in Tercera División.
Nel 1996 passo allo Xerez, con cui ottenne una promozione dalla Segunda División B alla Segunda División, ma retrocesse immediatamente nella stagione successiva.
Ciononostante, attirò le attenzioni del Maiorca, che lo portò in Primera División nel 1998, a 24 anni.
La squadra delle Isole Baleari era stata finalista di Coppa del Re nella stagione precedente, e aveva ottenuto la partecipazione alla Supercoppa di Spagna 1998, aggiudicandosi la competizione, con Héctor Cúper in panchina.
Niño esordì col Maiorca il 13 settembre 1998, in campionato contro l'Espanyol. Quattro giorni dopo giocò la sua prima partita europea, in Coppa delle Coppe contro l'Hearts.
Il Maiorca arrivò in finale di Coppa delle Coppe, venendo sconfitta dalla Lazio per 2-1. In campionato, la squadra delle Baleari arrivò al terzo posto.
Nella stagione successiva partecipò ai playoff per la Champions League, ma fu eliminato dai norvegesi del Molde.
Nel 2003, vinse la Coppa del Re, con Gregorio Manzano in panchina, battendo il Recreativo de Huelva in finale.
Nel 2004, Niño subì un infortunio al tendine d'Achille che lo costrinse lontano dai campi per più un anno. In questo periodo, rescisse il contratto che lo legava al Maiorca, dopo sette stagioni nel club, e si allenò insieme alla squadra giovanile del Maiorca B.
Nella stagione 2005-2006, nel mercato invernale, fu ingaggiato dall'Elche, in Segunda División. In tre stagioni e mezza con i biancoverdi, giocò 78 partite segnando 5 gol.
Nel 2009, all'età di 34 anni, annunciò il suo addio al calcio.

## Palmarès

### Competizioni nazionali
- Supercoppa di Spagna: 1

Maiorca: 1998
- Coppa di Spagna: 1

Maiorca: 2002-2003